# Krzysztof Benedyk
Krzysztof Benedyk (ur. 14 stycznia 1972 roku w Dębicy) – polski piłkarz, grający na pozycji pomocnika lub napastnika.

## Kariera sportowa
Karierę zaczynał w Wisłoce Dębica. W sezonie 1993/1994 był wicekrólem strzelców w II lidze polskiej. W 1994 roku przeszedł do Ruchu Chorzów, w którym to klubie zadebiutował w I lidze polskiej 1 października 1994 roku. Ogółem w I lidze zagrał w 16 meczach. Następnie krótko grał w Wawelu Kraków i Hetmanie Zamość, po czym w 1998 roku przeszedł do FC Carl Zeiss Jena, ówcześnie klubu Regionalligi. Tam zagrał w 16 spotkaniach. Także w 1998 roku na stałe przeprowadził się do Niemiec. W trakcie gry dla FC Carl Zeiss Jena odniósł kontuzję, w wyniku której pauzował dwa lata. W latach 2000–2001 grał w Polsce (w Stali Stalowa Wola i Wisłoce Dębica), po czym wrócił do Niemiec, gdzie grał w takich klubach, jak Wuppertaler SV Borussia, 1. FC Kleve, VfB Speldorf, 1. FC Wülfrath, VfB 03 Hilden czy SpVgg Germania Ratingen 04/19. Od 2010 roku był grającym trenerem w FC Polonia Wuppertal; od 2012 roku był trenerem w klubie TuS Grün-Weiß Wuppertal, od roku 2014 w klubie ASV Wuppertal.